# 马西斯
马西斯（羅馬化：Masis），是亚美尼亚亞拉拉特州马西斯市镇的城镇及其行政中心。该镇设立于1953年，位于赫拉茲丹河左岸，葉里溫西南朝亞拉拉特山方向9公里处。马西斯是离亞拉拉特山及小亞拉拉特山最近的聚居地之一。
2011年人口普查时该镇的人口数量为20,215人。2016年官方估计的人口数量为18,500人。

## 辞源
马西斯（Մասիս）是亞拉拉特山顶峰的亚美尼亚语名字。史书上认为该名字源自亚美尼亚人始祖哈伊克的重孙阿马西亚（Amasia）国王的名字，据信他用自己的名字来称呼马西斯山。

## 图集

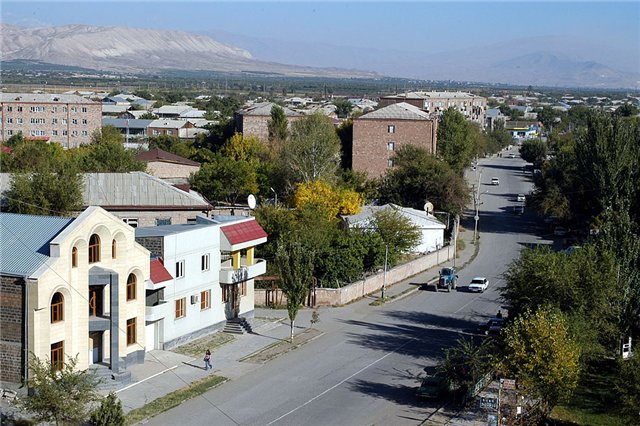
市容
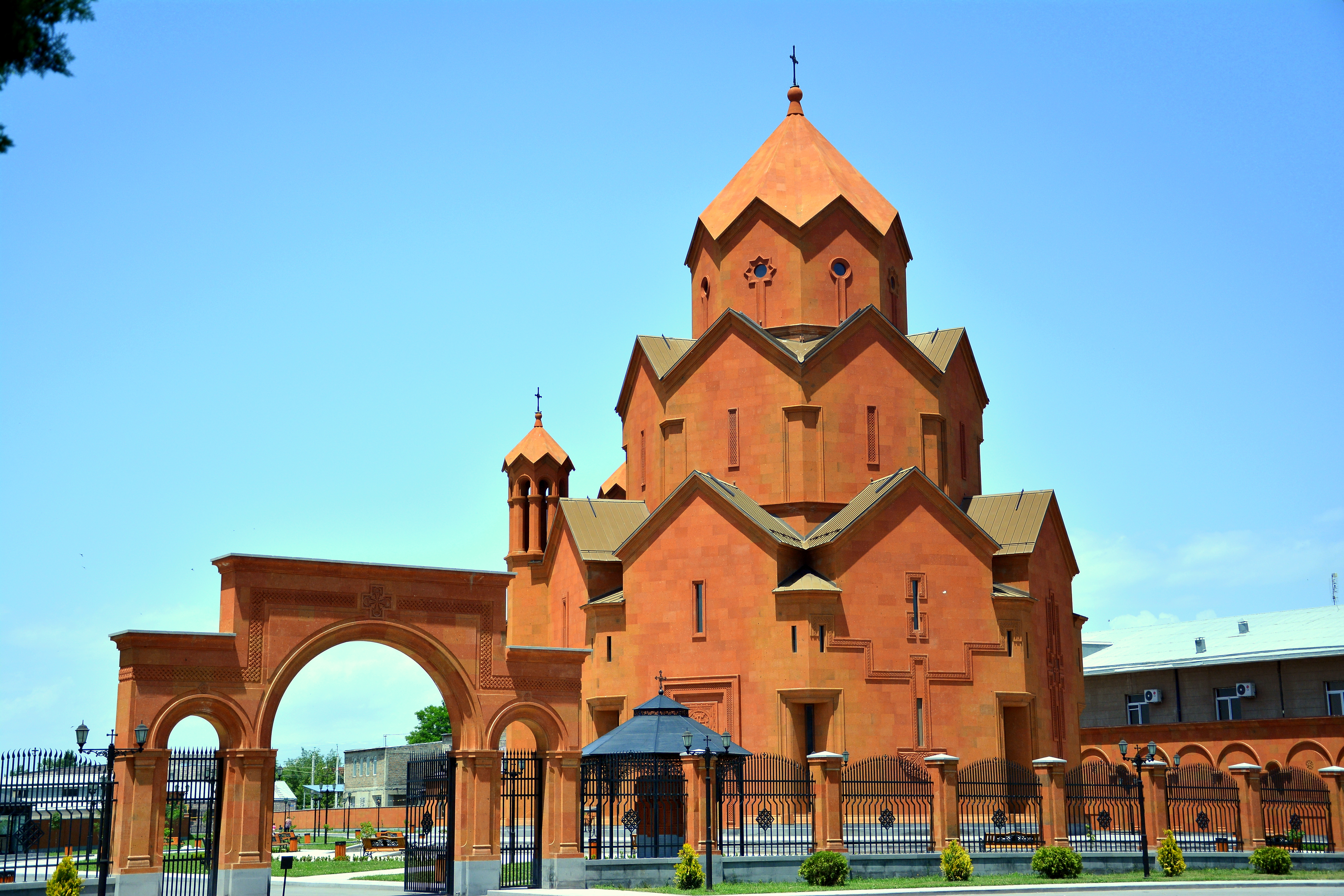
教堂
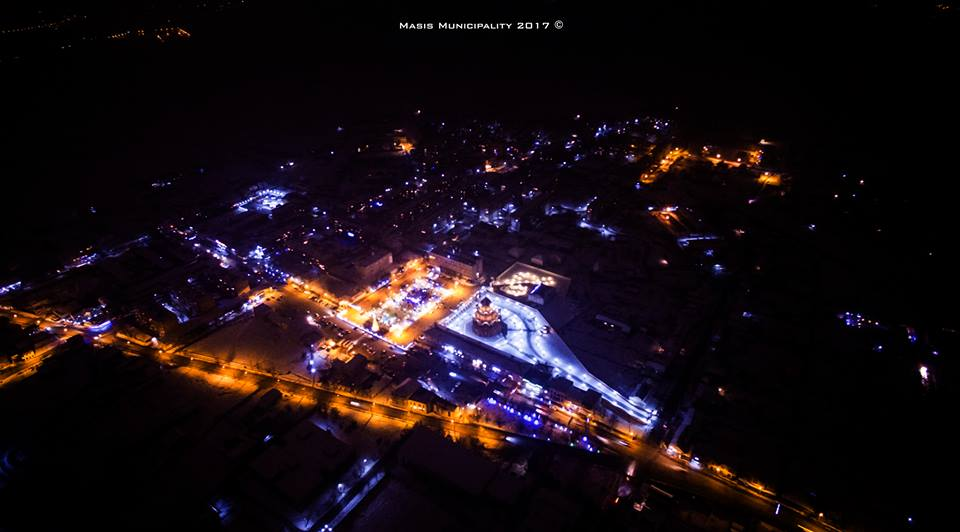
市中心夜景